# ريتشارد دان

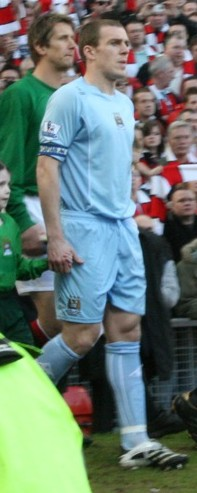
ريتشارد دن

ريتشارد باتريك دن (بالإنجليزية: Richard Patrick Dunne)‏ لاعب كرة قدم إيرلندي ولد في 21 سبتمبر 1979 بالعاصمة الإيرلندية دبلن.
بدأ مسيرته الكروية مع نادي إيفرتون الإنكليزي في عام 1996، ولعب معهم حتى عام 2000، وشارك معهم في 60 مباراة، ومنذ عام 2000 وهو يلعب مع نادي مانشستر سيتي الإنكليزي، وفي عام 2009 انتقل إلى نادي استون فيلا وقد بدأ باللعب مع منتخب إيرلندا لكرة القدم في عام 2000.

## مسيرته الكروية
لعب ريتشارد دان خلال مسيرته الاحترافية مع 4 أندية في واحد وعشرون موسمًا وسجل خلالها 12 هدفًا ضمن 515 مباراة. ولم يفز بأي موسم بالكأس أو بالدوري.
خاض ريتشارد دان مسيرته مع نادي إيفرتون في موسم 1996–97 ليلعب معه خمسة مواسم، مشاركًا في 60 مباراة ولم يسجل أي هدف. ثم انتقل إلى نادي مانشستر سيتي في موسم 2000–01 ليلعب معه عشرة مواسم، حيث شارك في 296 مباراة سجل خلالها 7 أهداف. لينتقل بعدها إلى نادي أستون فيلا في موسم 2009–10 ليلعب معه أربعة مواسم، مشاركًا في 95 مباراة سجل خلالها 4 أهداف. ثم انتقل إلى نادي كوينز بارك رينجرز في موسم 2013–14 ولمدة موسمين، مشاركًا في 64 مباراة سجل خلالها هدفًا واحدًا.

## روابط خارجية
- ريتشارد دان على موقع الاتحاد الدولي (مؤرشف)  (الإنجليزية)
- ريتشارد دان على موقع الاتحاد الأوربي (الإنجليزية)
- ريتشارد دان على موقع قاعدة بيانات كرة القدم.إي يو (الإنجليزية)
- ريتشارد دان على موقع ليكيب (الفرنسية)
- ريتشارد دان على موقع ناشيونال فوتبول تيمز (الإنجليزية)
- ريتشارد دان على موقع Soccerbase.com (لاعب) (الإنجليزية)
- ريتشارد دان على موقع Soccerway.com (الإنجليزية)
- ريتشارد دان على موقع عالم كرة القدم.نت (الإنجليزية)
- ريتشارد دان على موقع كووورة
- ريتشارد دان على موقع AS.com (الإسبانية)